# Risto Čajkanović
 (décembre 2011).
Si vous disposez d'ouvrages ou d'articles de référence ou si vous connaissez des sites web de qualité traitant du thème abordé ici, merci de compléter l'article en donnant les références utiles à sa vérifiabilité et en les liant à la section « Notes et références ».
Risto J. Čajkanović (1850-1900) est un peintre et écrivain serbe de la fin du XIXe siècle. 

## Biographie
Čajkanović fait des études d'art à Saint-Pétersbourg, en Russie. Sa spécialité était la peinture d'icône et graphique[Quoi ?]. Après la fin de ses études, il revient à Sarajevo et  travaille comme professeur dans une école primaire serbe. Čajkanović écrit aussi pour le magazine Bosanska vila et peint plusieurs fresques et icônes dans les églises et monastères en Bosnie-Herzégovine et Serbie. Il est un des premiers à introduire l'art graphique dans l'ex-Yougoslavie.